# Kōminkan

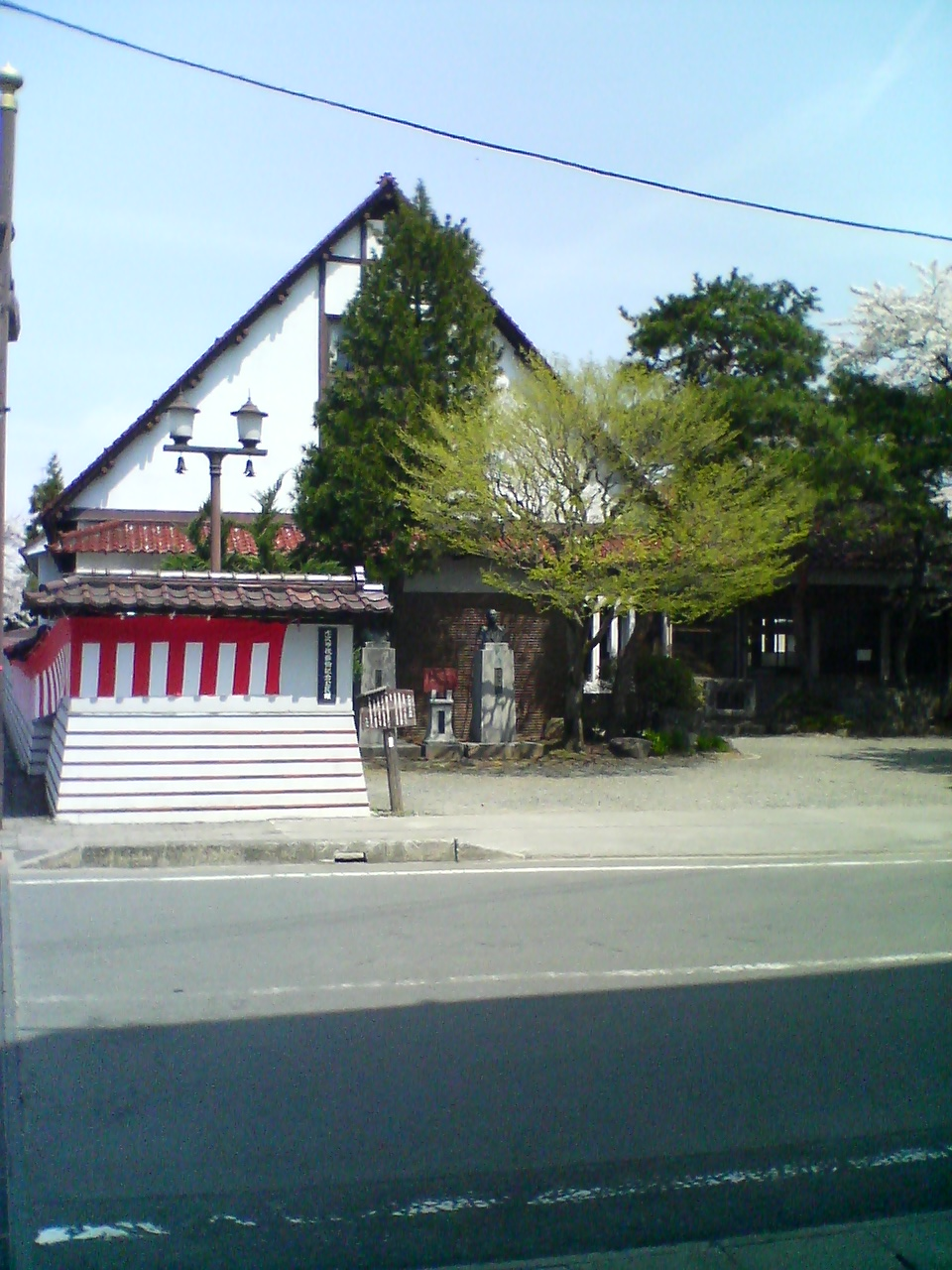
Gotō Shimpei Kōminkan in Ōshū als das älteste seiner Art.

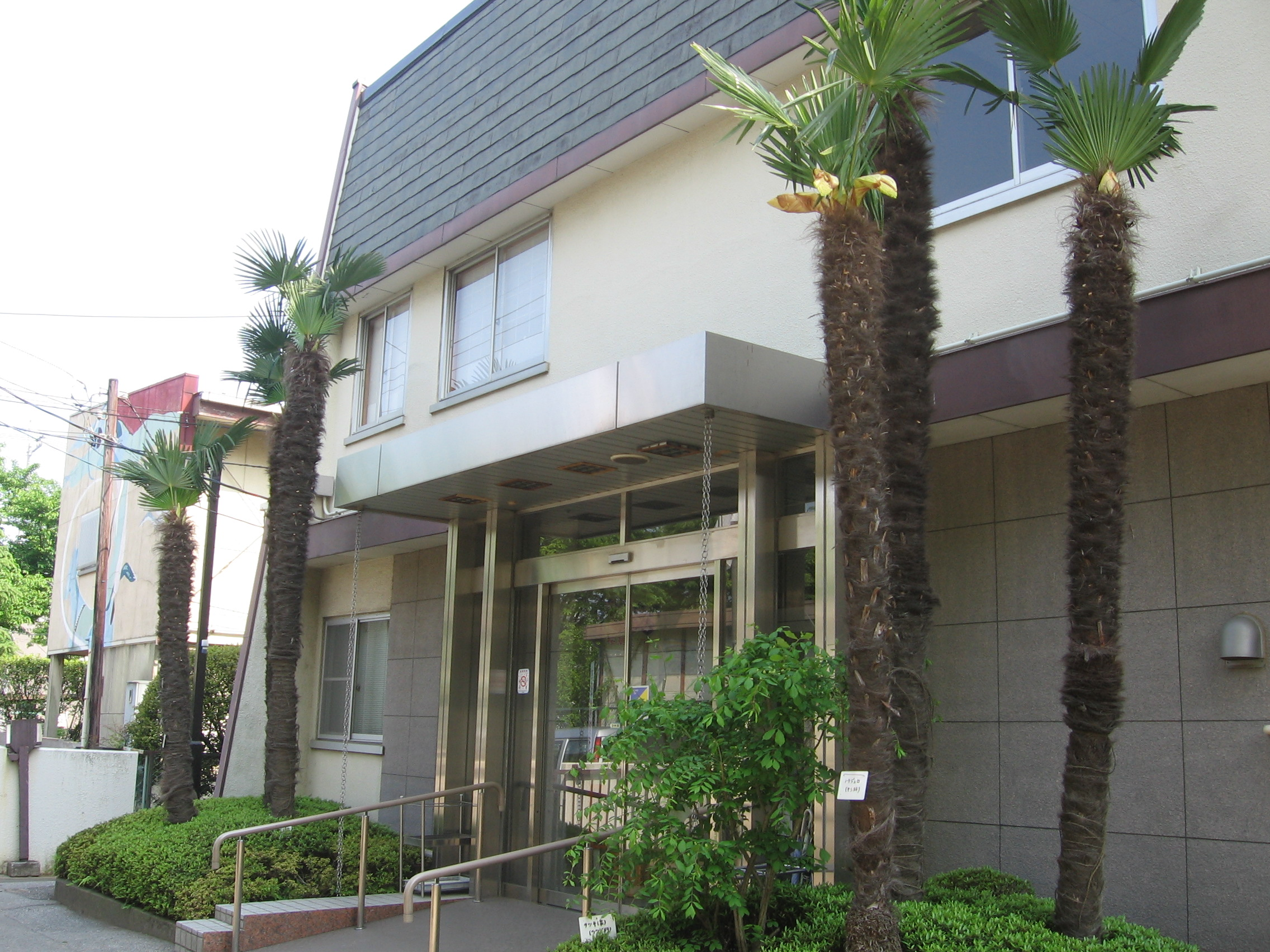
Das Shibafuji Kōminkan in Kawaguchi.

Kōminkan (jap. 公民館, wörtlich: „Öffentliche Bürgerhalle“; übliche Übersetzung: „Gemeindezentrum“) ist eine Mischung aus japanischem Kulturzentrum und Volkshochschule. Kōminkans bieten strukturierte Lernprogramme für Kunst, Sport, Handarbeit und kulturelle Aktivitäten für Kinder, Jugendliche und Senioren. Sie werden im Allgemeinen von lokalen Behörden finanziert und verwaltet.
Zusammen mit Bibliotheken, Archiven und Museen waren sie nach dem Tōhoku-Erdbeben 2011 zu schützende Ziele des SaveMLAK-Projektes.

## Geschichte
Kōminkan waren seit den frühen 1940er Jahren in Betrieb, gleichwohl viele nach dem Zweiten Weltkrieg unter dem Shakai-kyōiku-hō (社会教育法, dt. „Gesellschaftserziehungsgesetz“) von 1949 gegründet wurden, in dessen Abschnitt 5 (Artikel 20–42) die rechtlichen Grundlagen festgehalten sind.
Die Kōminkan waren ausdrücklich vorgesehen, um kulturelle Unterstützung für die Nachkriegsgemeinschaften zu bieten, „für Feiern, Bildung, Lernen und andere Aktivitäten, die zum Wiederaufbau der Kommunen nach den Verwüstungen und Umwälzungen der Nachkriegszeit beitragen“
Gemäß Artikel 20 des japanischen Shakai-kyōiku-hō „bieten [sie] der Bevölkerung, die in bestimmten Gebieten wohnt, zum Beispiel einer Großstadt, einer Kleinstadt oder einem Dorf, Bildung, die den Erfordernissen des tatsächlichen Lebens angepasst ist und akademische und kulturelle Aktivitäten einbezieht. Kōminkan sollten zur Kultivierung der Einwohner beitragen, die Gesundheit verbessern, den Charakter entwickeln, die tägliche Kultur beleben und die soziale Wohlfahrt fördern.“.
Mit der Gründung der Kōminkan investierte die japanische Regierung seit den 1940er Jahren erhebliche finanzielle Ressourcen. 1979 gab die Nationalregierung 10 Milliarden Yen für Infrastruktur und Verwaltung aus.

## Zahlen
Im Jahre 2008 gab es 15.943 Kōminkan in Japan, mehr als es weiterführende Schulen im Land gab. Es waren 50.771 Personen in Japan angestellt, mit durchschnittlich drei Mitarbeitern je Kōminkan. Der Studie zufolge nahmen im Jahre 2008 japanische Bürger 256 Millionen Mal im Jahr an Kōminkan-Aktivitäten teil, mit durchschnittlich zwei Besuchen pro Jahr.

## Öffentliche Nutzung
Gemäß Artikel 23 des Shakai-kyōiku-hō sollen Kōminkan nicht ausschließlich genutzt werden, um kommerzielle Veranstaltungen durchzuführen oder Arbeit zu Gunsten einer speziellen Partei oder eines politischen Kandidaten zu erledigen. Außerdem sollen Gemeindezentren keine speziellen Religionen, Sekten oder Kulte unterstützen.